# 선양시 (중화민국)
선양시(중국어: 瀋陽市)는 1947년 중화민국이 설립한 직할시 중 하나로, 대륙 시기 12개 직할시 중 하나이다. 관할 구역은 현재의 다롄시와 정확히 일치하지는 않다. 1948년 말 국공 내전에서 국민정부군이 패하면서 폐지되었다.